# Dipodium punctatum
Espèce
Classification phylogénétique
Dipodium punctatum est une espèce de plante herbacée de la famille des Orchidacées originaire d'Australie. Il s'agit d'une plante mycohétérotrophique dépourvue de feuilles. L'espèce est terrestre et privilégie des emplacements ombragés dans des forêts sèches ou des régions boisées afin de se préserver de la sécheresse ainsi que du gel. Les fleurs font environ 20-25 mm de large et sont roses, tachetées de pourpre aux extrémités des pétales. Elles apparaissent en grappes, comme les jacynthes, de mars à novembre sur des tiges vertes à noires pouvant atteindre des hauteurs de 40 cm à 1 m. Cette orchidée est commune le long des côtes et sur le Northern Tablelands de la Nouvelle-Galles du Sud ainsi que dans le Queensland, Victoria et l'Australie-Méridionale.

## Taxonomie
L'espèce a initialement été décrite en 1804 par le botaniste anglais James Edward Smith dans le journal Exotic Botany. Il lui donna alors le nom de Dendrobium punctatum. En 1810, le botaniste écossais Robert Brown la classa dans le genre nouvellement décrit : Dipodium.
La World Checklist of Selected Plant Families (WCSP) classe cette espèce comme synonyme de Dipodium squamatum. Cependant, en Australie le nom Dipodium punctatum est accepté par l'Australian Plant Census.
En Nouvelle-Calédonie, les noms Dipodium punctatum ainsi que Dipodium squamatum sont utilisés pour une espèce endémique de Dipodium. Ces noms sont cependant notés comme illégitimes dans la WCSP qui les classe comme synonymes de Dipodpium squamatum.
Dipodium punctatum n'apparait pas en Tasmanie. L'espèce précédemment classée par ce nom est désormais désignée par le nom Dipodium roseum, depuis sa description en 1991.
En Australie-Méridionale, Dipodium punctatum est répertorié comme en voie de disparition. Les populations incluses dans Dipodium roseum et Dipodium campanulatum faisaient partie à l'origine d'un plus large ensemble de Dipodium punctatum.